# Eugène Prévost (religieux)
Pour les articles homonymes, voir Eugène Prévost et Prévost.
Eugène Prévost (Saint-Jérôme, 24 août 1860 - Grez-Neuville, 1er août 1946) est un prêtre canadien fondateur de la congrégation de la Fraternité Sacerdotale et des oblates de Béthanie.

## Biographie
Eugène Prévost nourrit dès l’âge de 17 ans le projet de devenir un saint. 
Attiré par la pensée de Pierre-Julien Eymard, il entre en 1881 au noviciat de la Société du Très Saint Sacrement à Bruxelles, lieu fondé par Eymard.  
En août 1900, il quitte la Société pour fonder deux communautés : la congrégation de la Fraternité Sacerdotale, destiné au secours et à l'assistance aux prêtres, et les Oblates de Béthanie. 
Il meurt le 1er août 1946.